# Прожерин, Михаил Терентьевич
Михаил Терентьевич Прожерин (род. 17 марта 1925, СССР) — Герой Социалистического Труда (1954), комбайнёр Камышловской МТС Свердловской области.

## Биография
Родился 17 марта 1925 года в деревне Захаровка Камышловского района. Мать работала в колхозе, вязала снопы во время уборочной.
1 декабря 1942 года в 17 лет был призван Камышловским ВК Свердловской области в Красную армию, был шофёром при батарее, возил пушки, снаряды. Был контужен: во время бомбёжки завалило землёй, но откопали и был эвакуирован в госпиталь. После излечения был комиссован, вернулся в Скату.
На самоходном комбайне С4 за 20 рабочих дней намолотили 10 800 центнеров зерна в 1954 году. За этот подвиг М. Т. Прожерину присвоили звание Героя Социалистического Труда.
Семья
Михаил Терентьевич имеет пятеро внуков, девять правнуков, одну праправнучку.

## Награды
- Золотая медаль «Серп и Молот» (26.10.1954)
- Орден Ленина (26.10.1954)
- Орден Трудового Красного Знамени
- Орден Отечественной войны II степени (11.03.1985)[4]

- Медаль «В ознаменование 100-летия со дня рождения Владимира Ильича Ленина» (6 апреля 1970)
- Медаль «За победу над Германией в Великой Отечественной войне 1941—1945 гг.» (9 мая 1945[5])
- Медаль «За победу над Японией» (30.9.1945)[6]
- Медаль «За трудовую доблесть»
- Юбилейная медаль «Двадцать лет Победы в Великой Отечественной войне 1941—1945 гг.» (7 мая 1965[7])
- Юбилейная медаль «Тридцать лет Победы в Великой Отечественной войне 1941—1945 гг.»[8]
- Медаль «Сорок лет Победы в Великой Отечественной войне 1941-1945 гг.»[9]
- Юбилейная медаль «50 лет Победы в Великой Отечественной войне 1941—1945 гг.»[10]
- Юбилейная медаль «60 лет Победы в Великой Отечественной войне 1941—1945 гг.»
- Юбилейная медаль «65 лет Победы в Великой Отечественной войне 1941—1945 гг.»
- Юбилейная медаль «70 лет Победы в Великой Отечественной войне 1941—1945 гг.»
- Медаль «Ветеран труда»
- Медаль «30 лет Советской Армии и Флота»[11]
- Юбилейная медаль «40 лет Вооружённых Сил СССР»[12]
- Юбилейная медаль «50 лет Вооружённых Сил СССР» (26 декабря 1967[13])
- Юбилейная медаль «60 лет Вооружённых Сил СССР» (28 января 1978[14])
- Юбилейная медаль «70 лет Вооружённых Сил СССР» (28 января 1988[15])

- Знак МО СССР «25 лет Победы в Великой Отечественной войне» (24 апреля 1970)
- Почётный гражданин Свердловской области (25 марта 2025)[16]

## Память
- Его имя увековечено в Главном Храме Вооружённых сил России, и навсегда запечатлено на мемориале «Дорога памяти»